# Чемпионат СССР по волейболу среди мужчин 1965
XXVII чемпионат СССР по волейболу среди клубных команд ДСО и ведомств (класс «А») проходил с января по апрель 1965 года.
Двухлетний перерыв в проведении соревнований вызван тем, что первая половина 1964 года была посвящена подготовке сборной СССР к первому в истории волейбольному олимпийскому турниру, завершившемуся победой советских волейболистов.
В турнире класса «А» вновь приняли участие 24 команды. Формула проведения соревнований осталась без изменений: два этапа — предварительный (6 групп по 4 команды в один круг) и финальный (за 1—12-е места) по двухкруговой системе турами, а также утешительный (за 13—24-е места) в один круг.
В соревнованиях класса «А» приняли участие команды из 13 союзных республик (кроме Таджикской и Туркменской):
РСФСР (ЦСКА, «Буревестник», Москва, «Динамо», Москва, «Спартак», Грозный, «Спартак», Ленинград, СКА, Ленинград, «Локомотив», Москва, СКА, Ростов-на-Дону); УССР («Буревестник», Одесса, «Буревестник», Харьков, «Локомотив», Киев, «Винница»); ЛатССР («Радиотехник» Рига, СКА Рига); АзССР («Буревестник», Баку), ГССР («Буревестник», Тбилиси), ЭССР («Калев», Таллин), КазССР («Буревестник», Алма-Ата), БССР («Буревестник», Минск), УзССР («Динамо», Ташкент), КирССР («Алга», Фрунзе), АрССР («Динамо», Ереван), МССР («Молдова», Кишинёв), ЛитССР («Динамо», Вильнюс).
Вновь, в пятый раз подряд, победу одержали волейболисты ЦСКА, в напряжённой борьбе опередившие Рижский «Радиотехник», выиграв обе личные встречи. Московское «Динамо» после серии неудач сумело вернуться на призовой подиум.
Большая разница в классе участников чемпионата привела к необходимости сокращения числа команд в высшем эшелоне первенства. С сезона 1966 года в первой группе класса «А» останется 12 команд.

## Класс «А»

### Финальный этап
|                           | 1       | 2       | 3       | 4       | 5       | 6       | 7       | 8       | 9       | 10      | 11      | 12      | И  | В  | П  | С/П   | О  |
| ------------------------- | ------- | ------- | ------- | ------- | ------- | ------- | ------- | ------- | ------- | ------- | ------- | ------- | -- | -- | -- | ----- | -- |
| 1. ЦСКА Москва            |         | 3:1 3:2 | 0:3 2:3 | 3:0 3:0 | 2:3 3:1 | 3:0 1:3 | 3:0 3:1 | 3:0 3:2 | 3:0 3:1 | 3:0 3:0 | 3:0 3:0 | 3:0 3:0 | 22 | 18 | 4  | 59:20 | 40 |
| 2. «Радиотехник» Рига     | 1:3 2:3 |         | 3:0 3:2 | 3:1 1:3 | 3:0 3:0 | 3:0 3:0 | 3:0 3:1 | 3:0 3:1 | 2:3 3:1 | 3:0 3:0 | 3:0 3:0 | 2:3 3:1 | 22 | 17 | 5  | 59:22 | 39 |
| 3. «Динамо» Москва        | 3:0 3:2 | 0:3 2:3 |         | 1:3 0:3 | 0:3 3:0 | 0:3 1:3 | 3:1 3:0 | 3:2 3:2 | 3:2 3:2 | 1:3 3:1 | 3:2 3:1 | 3:0 3:0 | 22 | 14 | 8  | 47:39 | 36 |
| 4. «Локомотив» Киев       | 0:3 0:3 | 1:3 3:1 | 3:1 3:0 |         | 3:1 2:3 | 0:3 2:3 | 2:3 1:3 | 3:0 3:1 | 2:3 3:2 | 3:2 3:1 | 3:2 3:1 | 3:1 3:0 | 22 | 13 | 9  | 49:40 | 35 |
| 5. «Буревестник» Одесса   | 3:2 1:3 | 0:3 0:3 | 3:0 0:3 | 1:3 3:2 |         | 1:3 3:2 | 3:1 3:2 | 3:2 3:2 | 0:3 3:2 | 3:1 3:2 | 2:3 3:1 | 2:3 3:1 | 22 | 13 | 9  | 46:47 | 35 |
| 6. «Буревестник» Москва   | 0:3 3:1 | 0:3 0:3 | 3:0 3:1 | 3:0 3:2 | 3:1 2:3 |         | 2:3 0:3 | 2:3 3:2 | 1:3 3:1 | 2:3 3:2 | 0:3 3:2 | 3:1 3:1 | 22 | 12 | 10 | 45:44 | 34 |
| 7. «Буревестник» Харьков  | 0:3 1:3 | 0:3 1:3 | 1:3 0:3 | 3:2 3:1 | 1:3 2:3 | 3:2 3:0 |         | 1:3 3:1 | 0:3 3:2 | 1:3 3:1 | 3:0 3:1 | 3:2 3:1 | 22 | 11 | 11 | 41:46 | 33 |
| 8. «Буревестник» Алма-Ата | 0:3 2:3 | 0:3 1:3 | 2:3 2:3 | 0:3 1:3 | 2:3 2:3 | 3:2 2:3 | 3:1 1:3 |         | 3:1 3:1 | 3:1 3:1 | 3:2 3:0 | 3:1 3:1 | 22 | 10 | 12 | 45:47 | 32 |
| 9. СКА Ростов-на-Дону     | 0:3 1:3 | 3:2 1:3 | 2:3 2:3 | 3:2 2:3 | 3:0 2:3 | 3:1 1:3 | 3:0 2:3 | 1:3 1:3 |         | 3:1 3:0 | 3:2 1:3 | 0:3 3:0 | 22 | 9  | 13 | 43:47 | 31 |
| 10. АзИНХ Баку            | 0:3 0:3 | 0:3 0:3 | 3:1 1:3 | 2:3 1:3 | 1:3 2:3 | 3:2 2:3 | 3:1 1:3 | 1:3 1:3 | 1:3 0:3 |         | 3:0 3:1 | 3:2 3:1 | 22 | 7  | 15 | 34:53 | 29 |
| 11. Команда Винницы       | 0:3 0:3 | 0:3 0:3 | 2:3 1:3 | 2:3 1:3 | 3:2 1:3 | 3:0 2:3 | 0:3 1:3 | 2:3 0:3 | 2:3 3:1 | 0:3 1:3 |         | 3:0 3:2 | 22 | 5  | 17 | 30:56 | 27 |
| 12. «Калев» Таллин        | 0:3 0:3 | 3:2 1:3 | 0:3 0:3 | 1:3 0:3 | 3:2 1:3 | 1:3 1:3 | 2:3 1:3 | 1:3 1:3 | 3:0 0:3 | 2:3 1:3 | 0:3 2:3 |         | 22 | 3  | 19 | 24:61 | 25 |

### Утешительный этап
13. «Локомотив» Москва

14. «Спартак» Грозный

15. «Буревестник» Минск

16. СКА Ленинград

17. «Буревестник» Тбилиси

18. «Спартак» Ленинград

19. «Динамо» Ереван

20. Команда Кишинёва

21. «Динамо» Вильнюс

22. СКА Рига

23. «Алга» Фрунзе

24. «Динамо» Ташкент.
Право участия в I группе класса «А» на следующий сезон завоевали первые десять команд финального раунда и два победителя утешительного — «Локомотив» Москва и «Спартак» Грозный.

## Призёры
ЦСКА (Москва): С. Адамов, Николай Буробин, А. Гераскин, Валерий Клигер, Виталий Коваленко, Георгий Мондзолевский, А. Поглазов, В. Радин, В. Харьков, Юрий Чесноков, Евгений Яковлев. Тренер — Гиви Ахвледиани.
 «Радиотехник» (Рига): Иван Бугаенков, К. Грейшкалн, Э. Иесалниекс, М. Корневский, Евгений Кошелев, Ян Лабуцкас, Эдуард Либинь, А. Логачёв, Станислав Люгайло, Г. Мещерский, Я. Чекстер, М. Элефант. Тренер — Михаил Амалин.
 «Динамо» (Москва): Николай Беляев, Г. Василенко, А. Егнус, А. Кармановский, С. Карпов, Важа Качарава, Олег Коваленко, Юрий Магницкий, Валерий Петренко, А. Плугин, Герман Смольянинов, В. Целыковский. Тренер — Сергей Гаврилов.

## Список 24 лучших волейболистов СССР 1964 года
Иван Бугаенков («Радиотехник», Рига);
Николай Буробин (ЦСКА, Москва);
Юрий Венгеровский («Буревестник», Xарьков);
Дмитрий Воскобойников («Буревестник», Москва);
Виктор Герасимов («Локомотив», Москва); 
Станислав Дендеберов («Алга», Фрунзе); 
Владимир Иванов («Локомотив», Киев); 
Валерий Калачихин (СКА, Ростов-на-Дону); 
Важа Качарава («Буревестник», Тбилиси); 
Виталий Коваленко (ЦСКА, Москва);
Ян Лабуцкас («Радиотехник», Рига);
Станислав Люгайло («Радиотехник», Рига);
Георгий Мондзолевский (ЦСКА, Москва);
Н. Очеретный (АзИНХ, Баку); 
Валерий Петренко («Динамо», Москва); 
Вячеслав Платонов (СКА, Ленинград);
Юрий Поярков («Буревестник», Xарьков);
П. Райг («Калев», Таллин); 
Владимир Санакоев («Буревестник», Москва); 
Жанбек Саурамбаев («Буревестник», Алма-Ата);
Эдуард Сибиряков («Буревестник», Одесса);
Нил Фасахов (ЦСКА, Москва);
Юрий Чесноков (ЦСКА, Москва);
Евгений Яковлев (ЦСКА, Москва).

## Список 24 лучших волейболистов СССР 1965 года
Валерий Астанин («Буревестник», Алма-Ата); 
Иван Бугаенков («Радиотехник», Рига);
Николай Буробин (ЦСКА, Москва);
С. Валицкий («Локомотив», Киев); 
Юрий Венгеровский («Буревестник», Xарьков);
Всеволод Веремеенко («Буревестник», Xарьков); 
Владимир Иванов («Локомотив», Киев); 
Важа Качарава («Динамо», Москва); 
Валерий Клигер (ЦСКА, Москва);
Олег Коваленко («Динамо», Москва); 
Юрий Коваленко («Буревестник», Москва);
Валерий Кравченко («Буревестник», Алма-Ата); 
Ян Лабуцкас («Радиотехник», Рига);
Евгений Лапинский («Буревестник», Одесса); 
Виктор Михальчук («Буревестник», Одесса); 
Георгий Мондзолевский (ЦСКА, Москва);
Валерий Петренко («Динамо», Москва); 
Юрий Поярков («Буревестник», Xарьков);
Владимир Санакоев («Буревестник», Москва); 
Жанбек Саурамбаев («Буревестник», Алма-Ата);
Виктор Свиридов («Локомотив», Москва); 
Эдуард Сибиряков («Буревестник», Одесса);
Н. Татаришвили («Буревестник», Тбилиси); 
Юрий Чесноков (ЦСКА, Москва).